# Noktilionovití
Noktilionovití, jinak také rybožerovití (Noctilionidae), představují malou čeleď amerických netopýrů.

## Systematika
Skupinu noktilionovitých poprvé popsal britský přírodovědec John Edward Gray roku 1821. Současná systematika tyto netopýry považuje za samostatnou čeleď v rámci nadčeledi vampýrovci (Noctilionoidea), kam spadají ještě furipterovití (Furipteridae), mormoopidovití (Mormoopidae), listonosovití (Phyllostomidae), mystacinovití (Mystacinidae), tyropterovití (Thyropteridae) a zřejmě i myzopodovití (Myzopodidae). Vampýrovci jsou rozšířeni převážně na jižní polokouli a jejich původ je pravděpodobně gondwanský, zřejmě africký.
Čeleď zahrnuje pouze jeden rod a dva žijící druhy:
- rod Noctilio Linnaeus, 1766 – netopýr
  - druh Noctilio albiventris Desmarest, 1818 – netopýr říční
  - druh Noctilio leporinus (Linnaeus, 1758) – netopýr rybožravý

## Popis

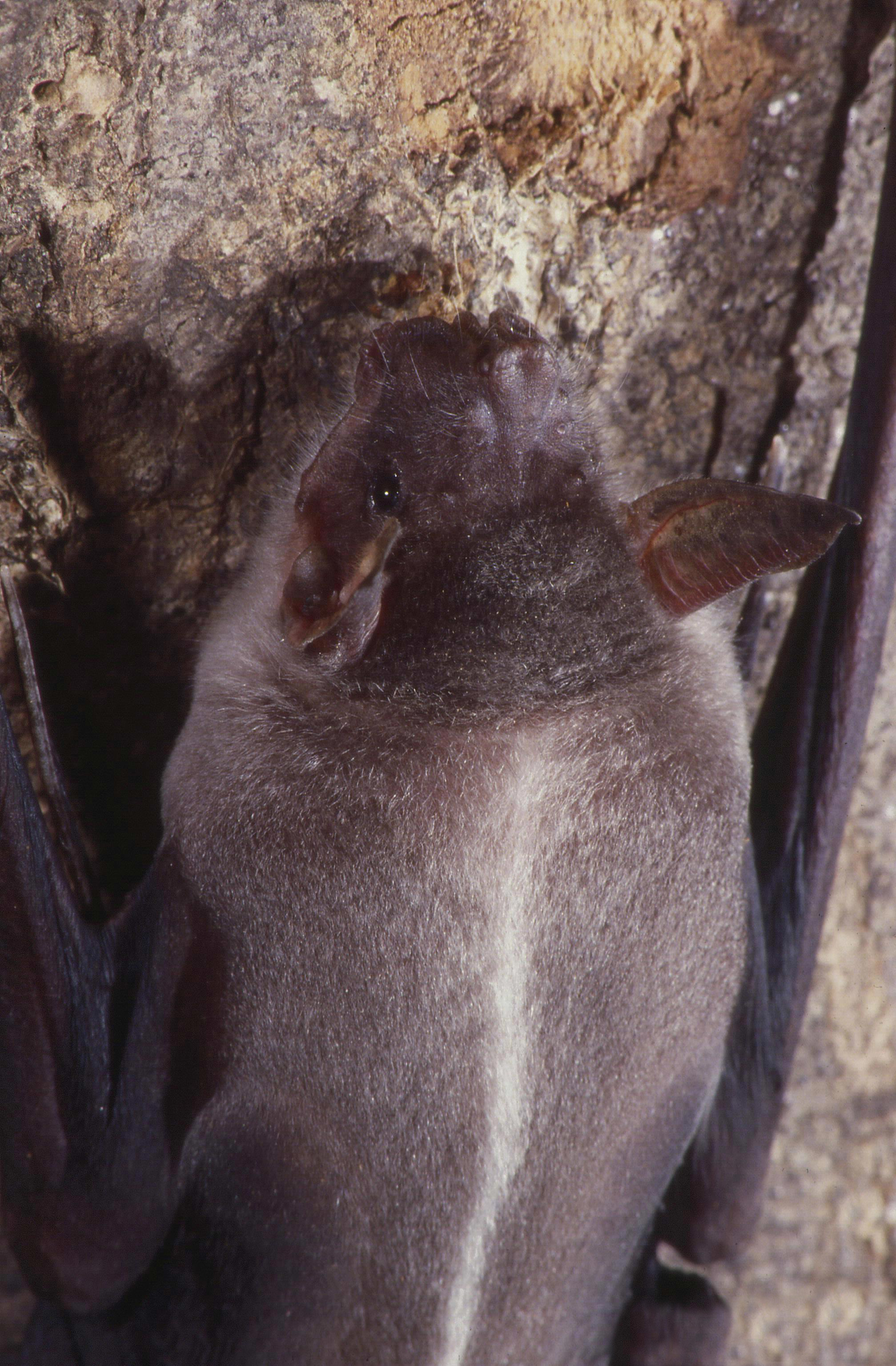
Netopýr rybožravý

Jde o poměrně robustní netopýry. Netopýr rybožravý dosahuje délky těla až 13 cm a může vážit až 70 g, zatímco o něco menší netopýr říční měří 8–9 cm a jeho hmotnost nepřekračuje 40 g. Výrazným znakem noktilionovitých je neobvykle tvarovaný obličej: horní pysk je rozštěpený a převislý, spodní pysky tvoří roztažitelné lícní vaky, díky čemuž celá tlama připomíná tlamu buldočí (v angličtině nesou tito netopýři pojmenování Bulldog bats). Celkový zubní vzorec činí 2.1.1.31.1.2.3 = 28 zubů, s neobvykle zvětšenými špičáky. Uši jsou dlouhé a úzké, s laločnatým tragem.
Zajímavě modifikovány jsou u těchto netopýrů rovněž zadní končetiny. Ty bývají značně zvětšené a díky tomu, že se na nich křídelní membrána upína již u kolene, i volně pohyblivé. Zvláště u netopýra rybožravého pak vynikají ostré, dozadu zahnuté drápy, jež slouží jako lovecký nástroj.
Zbarvení je proměnlivé, pohybuje se od jasně oranžové po oranžovohnědou a šedohnědou, s možnou bílou linkou táhnoucí se přes hřbet. Létací membrány včetně uropatagia mají hnědé zbarvení.

## Ekologie
Noktilionovití se vyskytují v tropických nížinatých oblastech Střední a Jižní Ameriky, od Karibiku a severního Mexika po severní Argentinu. Zdržují se především v dutinách stromů, jeskyních, lidských budovách a jiných podobných úkrytech. Žijí v polygynních sociálních svazcích. Podle terénních pozorování samice obou druhů rodí jediné mládě, přičemž páření probíhá nejčastěji (nikoli však striktně) v listopadu–prosinci a následné porody připadají na duben–červen. O mláďata podle všeho pečují oba rodiče, asi za 30 dní po narození jsou schopna létat.
Noktilionovití se živí především hmyzem, ačkoli zvláště pro netopýra rybožravého je typické, že pomocí echolokace vyhledává ryby plavající bezprostředně pod vodní hladinou, jichž se následně zmocňuje svými dlouhými končetinami s hákovitými drápy. Během lovu zadní končetiny otáčí o 180 °, aby drápy ve vodě směřovaly směrem dopředu a probíraly vodu pod sebou. Potravou se však mohou stát i někteří suchozemští živočichové.
Netopýr rybožravý zároveň představuje nejhlasitějšího netopýra světa: hladina akustického tlaku jeho echolokace činí až 140 decibelů, ačkoli tyto zvuky nejsou postřehnutelné lidským uchem.